# Philippe Dreyfus
Philippe Dreyfus (Parigi, 4 novembre 1925 – Biarritz, 30 luglio 2018) è stato un informatico francese, pioniere dell'informatica in Francia.

## Biografia
Nato nel XVII arrondissement di Parigi, si laureò nel 1950 in fisica alla facoltà di Fisica e Chimica alla ESPCI ParisTech e fu professore alla facoltà di Informatica all'Università di Harvard ed usò Mark I, il primo computer automatico mai costruito.
Nel 1958 è stato nominato direttore del centro di calcolo della Bull. Nel 1965 diviene direttore del CAP Europe, una compagnia di software Anglo-Francese come pure direttore del CAP France e CAP UK.
Nel 1975 dopo la fusione di CAP France e CAP Europe con la Sogeti e la conseguente acquisizione di Gemini Inc. (USA), diviene vicepresidente della Sogeti, posizione che occupa attualmente.
Philippe Dreyfus è membro del Consiglio della ECSA (European Computing Services Association) ed è stato il fondatore di Syntec Informatique.
Nel 1962 ha inventato e definito il concetto di linguaggio di programmazione e nel 1990 ha introdotto il concetto di informativity.